# 토월회
토월회(土月會)는 1923년 5월 일제강점기 일본에서 결성된 연극 공연 단체이다. 극예술연구회와 더불어 신극 운동을 표방했다.
당시 동경에서 유학 중이던 박승희·김복진·김기진·이서구·김을한·박승목·이제창이 주축이 되어 신월회라는 이름의 문예 동아리로 출발하였다. 현실(土)을 지키며 이상(月)을 좇는다는 뜻에서 토월회로 바꾸었다. 박승희를 제외하고는 전문 연극인이 아니어서 각자 전공 분야에 대한 합평회를 주로 하다가, 대중의 의식을 계몽하는 데 가장 효과적인 분야가 연극이라고 의견을 모아 귀국하여 그해 7월 4일 조선극장에서 첫 공연을 했다. 해외 희곡을 번역해 연극으로 올리기도 하고 박승희의 창작 희곡을 공연하기도 하는 등, 활발하게 신극을 무대에 올렸다. 87회의 공연기록을 남겨 신극 발전에 크게 이바지했다.
1931년에 해산하게 되는데, 박승희는 공연장 부족, 연기인 부재, 관객 부족, 사회의 몰이해가 그 원인이라고 했다.

## 같이 보기
- 단성사